# Superfosfaat

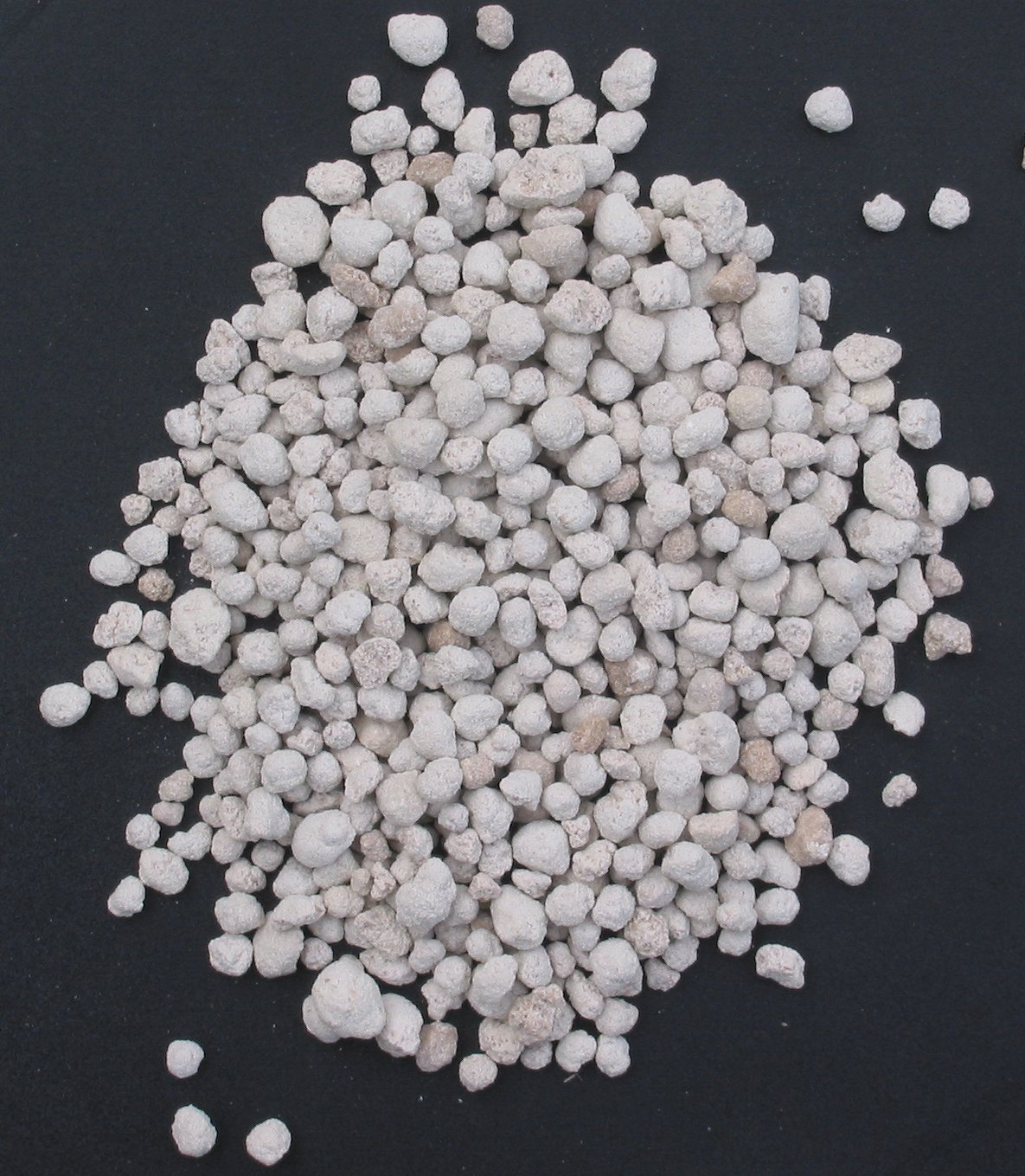
Tripelsuperfosfaat (46% P_{2}O_{5})

Superfosfaat is een kunstmest voor bemesting van planten. Tegenwoordig komt de meststof hoofdzakelijk in korrelvorm voor, maar vroeger veel als poeder of stuifsuper.
Superfosfaat is uitgevonden door de Brit John Bennet Lawes in 1839.

## Belang voor de plant
Fosfaat is in planten nodig voor de vorming van bepaalde eiwitten en andere organische stoffen. Fosfaat is vooral belangrijk voor de wortelvorming en de afrijping van zaden. Daarnaast speelt fosfor een rol bij de assimilatie en dissimilatie, het transport van koolhydraten en de vorming van vetten. Verder is fosfaat essentieel voor de vorming en het onderhoud van het DNA en RNA.

## Productie
Superfosfaat wordt bereid uit ruw fosfaat met behulp van zwavelzuur. Fosfaaterts van biologische oorsprong, apatiet, wordt gewonnen in Noord-Afrika en de V.S.. Hieruit ontstaat monocalciumfosfaat, gips en een kleine hoeveelheid vrij fosforzuur. Dit gaat volgens de volgende reactie:
Ca3(PO4)2 + 2H2SO4 → Ca(H2PO4)2 + 2CaSO4.
Het fosfaatgehalte van superfosfaat (P2O5) varieert van 18 tot 20%. Verder bestaat superfosfaat voor ongeveer 50% uit gips, dat echter van weinig betekenis voor de voeding van de plant is.
Bij de productie van dubbelsuperfosfaat ontstaat geen onoplosbaar calciumsulfaat. Het onoplosbare calciumfosfaat dat in de natuur samen met calciumcarbonaat voorkomt wordt met behulp van fosforzuur omgezet in dubbelsuperfosfaat:
{\displaystyle \mathrm {Ca_{3}(PO_{4})_{2}+4\ H_{3}PO_{4}\rightarrow 3\ Ca(H_{2}PO_{4})_{2}} }
Het fosfaatgehalte van dubbelsuperfosfaat (P2O5) is 35%.
Daarnaast is er tripelsuperfosfaat dat wordt gemaakt door een overmaat van zwavelzuur te gebruiken, waardoor er fosforzuur wordt gevormd dat gebruikt wordt voor verdere ontsluiting van de ruwe fosfaten. Ook wordt het gips (superfosfaatgips) afgefiltreerd. Hierdoor wordt de hoeveelheid oplosbare fosfaten verhoogd. Het fosfaatgehalte van tripelsuperfosfaat (P2O5) is 45%.
Ca3(PO4)2 + 3H2SO4 → 2 H3PO4 + 3CaSO4↓.
Ca3(PO4)2 + 4 H3PO4 → 3 Ca(H2PO4)2

### Korrelvorming
In een ronddraaiende cilinder wordt het poeder door het inblazen van stoom tot korrels gevormd en gedroogd in een droogtrommel.

## Eigenschappen
Superfosfaat is een snelwerkende fosfaatmeststof, omdat het monocalciumfosfaat goed in water oplost. Superfosfaat reageert als een zwak zuur, maar geeft geen verlaging van de pH van de grond. Op kalkhoudende gronden slaat monocalciumfosfaat als tricalciumfosfaat in zeer fijn verdeelde toestand neer. Hierdoor spoelt fosfaat niet makkelijk uit. Door plantenzuren in de omgeving van de wortel en bacteriezuren wordt tricalciumfosfaat weer omgezet in het makkelijk opneembare monocalciumfosfaat. Op zure gronden (vooral dalgrond) kan superfosfaat in poedervorm makkelijk uitspoelen. Ook kan op zure gronden fosfaatfixatie optreden doordat het fosfaat wordt gebonden aan ijzer (FePO4) en/of aluminium (AlPO4) en zo onoplosbare verbindingen vormt.